# Kiranipura
Kiranipura es una ciudad del estado de Rajastán, en la India. 

## Demografía
Según el censo indio de 2001, Pushkar contaba con una población de 4.941, de los cuales el 51% son varones y el 49% mujeres. La tasa de alfabetismo es del 74%, mayor que la media nacional del 59.5%. Por sexos, la tasa de alfabetismo de los varones es del 82%, y de las mujeres del 66%. En Kiranipura, el 12% de la población tenía en 2001 menos de 6 años.